# Франкенбург-ам-Хаусрукк
Франкенбург-ам-Хаусрукк (нем. Frankenburg am Hausruck) — ярмарочная община (нем. Marktgemeinde) в Австрии, в федеральной земле Верхняя Австрия. 
Входит в состав округа Фёклабрукк.  Население составляет 4947 человек (на 31 декабря 2005 года). Занимает площадь 49 км². Официальный код  —  41709.

## Политическая ситуация
Бургомистр общины — Франц Зиберер (СДПА) по результатам выборов 2003 года.
Совет представителей общины (нем. Gemeinderat) состоит из 31 места.
- СДПА занимает 14 мест.
- АНП занимает 10 мест.
- АПС занимает 2 места.
- другие — 5 мест.